# Список сезонов ФК «Ливерпуль»

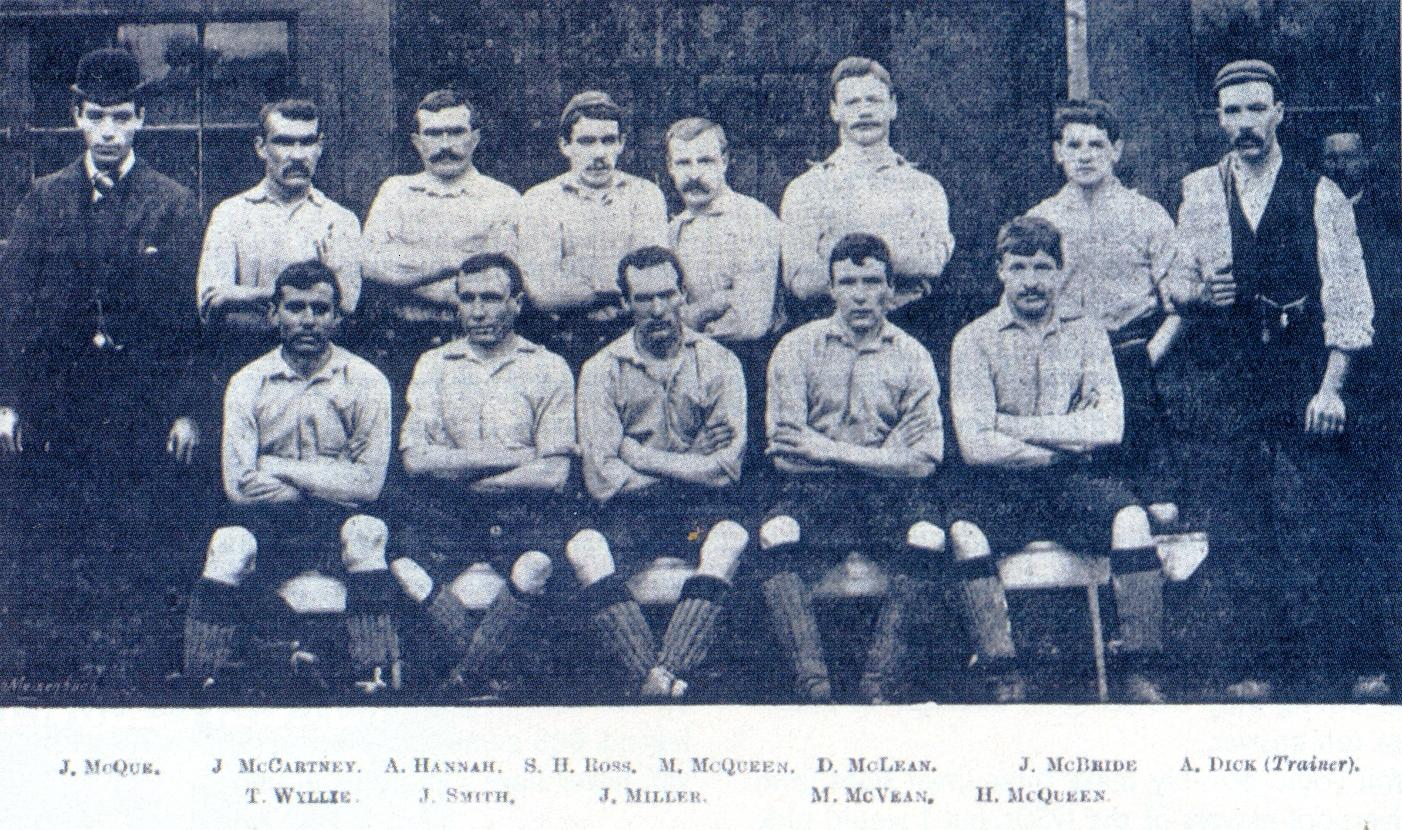
Состав «Ливерпуля» в дебютном сезоне 1892/93

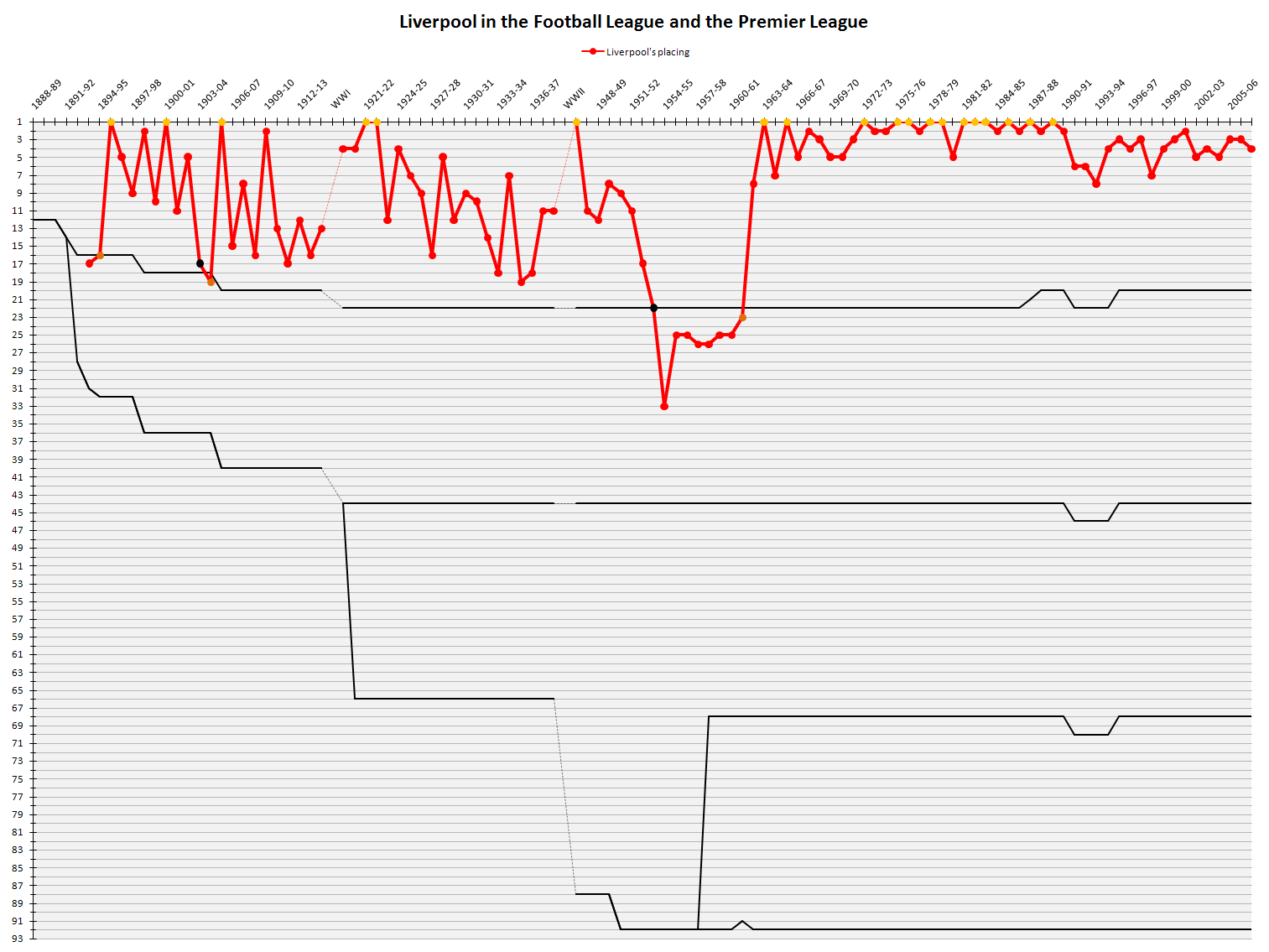
График позиций «Ливерпуля» по итогам сезонов

«Ливерпуль» — английский футбольный клуб из Ливерпуля, графство Мерсисайд, выступающий в Премьер-лиге, высшем дивизионе в системе футбольных лиг Англии. Выступает на стадионе «Энфилд» с момента своего основания в 1892 году.
В этот список входят достижения «Ливерпуля» в главных турнирах, а также лучшие бомбардиры клуба по итогам каждого сезона и средняя посещаемость «Энфилда». Неоконченный сезон 1939/40 и турниры во время Второй мировой войны в список не входят.
Клуб выигрывал чемпионат Англии 20 раз, Кубок Англии по футболу 8 раз, Кубок Футбольной лиги 10 раз, Лигу чемпионов УЕФА 6 раз, Кубок УЕФА и Суперкубок УЕФА — по 4 раза.

## История
Футбольный клуб «Ливерпуль» был образован в 1892 году после конфликта между арендатором «Энфилда», Джоном Хулдингом, и членами футбольного клуба «Эвертон», выступавшего на этом стадионе. В своём первом сезоне «Ливерпуль» выиграл Ланкаширскую лигу и вышел во Второй дивизион, в котором в сезоне 1893—1894 тоже одержал победу, не проиграв по ходу турнира ни одного матча. Первый сезон в высшей на тот момент лиге Англии — Первом дивизионе — завершился вылетом во Второй, но через год «Ливерпуль» снова вернулся наверх. Клуб впервые стал чемпионом страны в сезоне 1900—1901, а в финал Кубка Англии впервые вышел в 1914 году, уступил там «Барнли» 0:1. Впервые мерсисайдцы выиграли чемпионат дважды подряд в сезонах 1921-22 и 1922-23, после чего не знали вкуса победы до 1947 года, когда вновь опередили всех в Первом дивизионе. Вылетев в сезоне 1953-54 во Второй дивизион, «Ливерпуль» смог вернуться обратно только в 1962, уже под руководством легендарного Билла Шенкли.
«Ливерпуль» впервые участвовал в еврокубках в сезоне 1964-65, в котором, также впервые, выиграл Суперкубок Англии. Свой первый европейский трофей, Кубок УЕФА, клуб выиграл в сезоне 1972-73. В сезоне 1976-77 Красные выиграли Кубок чемпионов, а в следующим повторили успех. Клуб сделал хет-трик в сезоне 1983-84, победив в чемпионате, Кубке чемпионов и Кубке лиги. Первый дубль в виде побед в чемпионате и кубке страны «Ливерпулю» удался в 1986 году, в сезоне 2000-01 клуб снова сделал хет-трик, выиграв Кубок лиги, Кубок Англии и Кубок УЕФА.

## Ключ
| Ключ для сезона в лиге: - И = Игры - В = Выигрыш - Н = Ничья - П = Поражение - ГЗ = Голы забитые - ГП = Голы пропущенные - О = Очки - М = Место по итогам сезона | Ключ для дивизионов: - АПЛ = Премьер-лига - Див = Дивизион - Див1 = Первый дивизион - Див2 = Второй дивизион - ЛЛ = Ланкаширская лига | Ключ для этапов: - НВ = Не выступал - КР = Квалификационный этап - Р1 = Первый раунд - Р2 = Второй раунд - Р3 = Третий раунд - Р4 = Четвёртый раунд - Р5 = Пятый раунд | - Р6 = Шестой раунд - Гр = Групповой этап - Чт = Четвертьфинал - Пл = Полуфинал - Ф = Финалист - НО = Не определён - Пб = Победитель |

Другое:
- КА = Кубок Англии по футболу
- Ср. пос. = Средняя посещаемость

| Победитель * | Вице-чемпион ¤ | Повышение в классе # | Понижение в классе † |

Для дивизионов жирным шрифтом отмечается смена дивизиона.

Для лучших бомбардиров клуба жирным шрифтом отмечается лучший бомбардир сезона в своём дивизионе.